# Hugh Trenchard, 1.º Visconde Trenchard
Hugh  Montague Trenchard, 1.º Visconde Trenchard GCB, OM, GCVO, DSO (Tauton, 3 de fevereiro de 1873 - Londres, 10 de fevereiro de 1956) foi um oficial britânico com contribuição fundamental no estabelecimento da Força Aérea Real (FAR). Foi descrito como o "Pai da Força Aérea Real".
Durante seus anos de formação, teve dificuldades acadêmicas, sendo reprovado em muitos exames e apenas conseguindo cumprir o padrão mínimo para serviço comissionado no Exército Britânico. Quando jovem oficial de infantaria, serviu na Índia e com a eclosão da Guerra dos Bôeres, ofereceu-se como voluntário para servir na África do Sul. Enquanto lutava contra os bôeres, foi gravemente ferido e, como resultado, perdeu um pulmão, ficou parcialmente paralisado e voltou para a Grã-Bretanha. Seguindo orientação médica, viajou para a Suíça para se recuperar e o tédio o levou a praticar bobsleigh. Após um forte acidente, descobriu que sua paralisia havia desaparecido e que conseguia andar sem ajuda. Após recuperação adicional, Trenchard voltou ao serviço ativo na África do Sul.
Após o fim da Guerra dos Bôeres, Trenchard prestou serviço na Nigéria, onde esteve envolvido nos esforços para colocar o interior sob o domínio britânico estabelecido e reprimir a violência intertribal. Durante seu tempo na África Ocidental, comandou o Regimento do Sul da Nigéria por vários anos.
Em 1912, Trenchard aprendeu a voar e foi posteriormente nomeado como segundo no comando da Central Flying School. Ocupou vários cargos no Real Corpo Aéreo durante a Primeira Guerra Mundial, servindo como o comandante da instituição na França entre 1915 e 1917. Em 1918, serviu brevemente como primeiro Chefe do Estado-Maior da Aeronáutica antes de assumir o comando da Força Aérea Independente na França. Retornando como Chefe do Estado-Maior da Aeronáutica sob o comando de Winston Churchill em 1919, Trenchard passou a década seguinte garantindo o futuro da Força Aérea Real (FAR). Foi Comissário da Polícia Metropolitana na década de 1930 e defensor da FAR nos últimos anos. Trenchard é reconhecido hoje como um dos primeiros defensores do bombardeio estratégico.

## Início da vida
Hugh Montague Trenchard nasceu na Haines Hill, em Taunton, Inglaterra, em 3 de fevereiro de 1873. Era o terceiro filho e segundo menino de Henry Montague Trenchard com sua esposa Georgina Louisa Catherine Tower. Seu pai foi capitão do King's Own Yorkshire Light Infantry e sua mãe era filha do capitão da Marinha Real John McDowall Skene. Embora na década de 1870 os Trenchards vivessem de uma forma comum, seus antepassados desempenharam papéis significativos na história inglesa. A família alegou descendência de Sir Thomas Trenchard, Alto Xerife de Dorset no século XVI e Sir John Trenchard, o Secretário de Estado de Guilherme III.
Quando Hugh Trenchard tinha dois anos, a família mudou-se para Courtlands, uma mansão menos de 4 quilômetros do centro de Taunton. O cenário campestre fez com que pudesse desfrutar de uma vida ao ar livre, incluindo passar o tempo caçando coelhos e outros pequenos animais com o rifle que foi-lhe dado em seu oitavo aniversário. Foi durante a infância que Trenchard e seus irmãos foram educados em casa por um tutor residente, a quem ele não respeitava. Infelizmente, para sua educação, o tutor não era nem suficientemente rigoroso nem habilidoso o suficiente para superar as tentativas perversas das crianças em evitar o recebimento de instrução. Como consequência, Trenchard não se destacou academicamente; no entanto, o seu entusiasmo para os jogos e passeios a cavalo era evidente.
Aos 10 anos, foi enviado para estudar na Allens Preparatory School, perto de Botley, em Hampshire. Embora ele tivesse sucesso em aritmética, tinha dificuldades com o resto de seu currículo. No entanto, seus pais não estavam muito preocupados com suas dificuldades de aprendizagem, acreditando que isso não seria impedimento para que ele seguisse uma carreira militar. Georgina Trenchard queria que o filho seguisse a profissão de seu pai e entrasse na Marinha Real. Em 1884, Trenchard foi transferido para Dover, onde estudou em Hammond's, um colégio de cursos para futuros ingressantes da HMS Britannia. Ele foi reprovado na admissão da Marinha e, aos 13 anos, foi enviado para o cursinho do reverendo Albert Pritchard, Hill Lands, em Wargrave, Berkshire. Hill Lands preparava seus alunos para comissões do Exército e, como antes, Trenchard não se dedicou aos estudos, preferindo esportes (rugby em particular) e pegadinhas.
Em 1889, quando Hugh Trenchard tinha 16 anos, seu pai, que havia se tornado um advogado, declarou falência. Depois de inicialmente ser retirado de Hill Lands, o jovem só foi capaz de retornar graças à caridade de seus parentes. Posteriormente, foi reprovado duas vezes nos exames de Woolwich e foi então relegado a se candidatar à Milícia, que tinha padrões de admissão mais baixos. Mesmo os exames da Milícia foram difícil para Trenchard e ele falhou em 1891 e 1892. Durante este tempo, passou por um período de treinamento como um subalterno de estágio com a Forfar and Kincardine Artillery. Após seu retorno à casa de Pritchard, conseguiu aprovação em março de 1893. Aos 20 anos, foi anunciado como segunda-tenente do Segundo Batalhão dos Reais Fuzileiros Escoceses e enviado para a Índia.

## Início da carreira militar

### Índia
Trenchard chegou à Índia no final de 1893, juntando-se o seu regimento em Sialkot, em Punjab. Não muito tempo depois de sua chegada, foi chamado para fazer um discurso em um jantar no refeitório. Era prática comum para o subalterno mais jovem fazer tal discurso e esperava-se que ele cobrisse vários destaques da história dos Fuzileiros Reais Escoceses. Em vez disso, ele simplesmente disse: "Eu estou profundamente orgulhoso de pertencer a este grande regimento", seguido por "Eu espero que um dia eu viva para comandá-lo." Seu "discurso" foi recebido com vaias de risos incrédulos, embora alguns apreciassem sua coragem.
Jovens oficiais estacionados na Índia na década de 1890 desfrutaram de muitas diversões sociais e esportivas e Trenchard fez pouco militarmente. Embora cada regimento fosse obrigado a cumprir um período de serviço além de passo Khyber, na maior parte das vezes as condições de paz e prosperidade eram evidentes e ele foi capaz de participar de várias atividades esportivas. No início de 1894 ele ganhou o Campeonato de Rifle da Índia. Após seu sucesso no tiro, Trenchard decidiu estabelecer uma equipe de polo do batalhão. Sendo da infantaria, seu regimento não tinha histórico de jogar polo e havia muitos obstáculos a serem superados. No entanto, dentro de seis meses, a equipe de polo do batalhão estava competindo e se mantendo por conta próprio. Foi durante uma partida de polo em 1896 que Trenchard encontrou Winston Churchill pela primeira vez, com quem entrou em confronto no campo de jogo. Suas proezas esportivas salvaram sua reputação entre os colegas oficiais. Nos outros aspectos ele não se enquadrava; carecendo de traquejo social e escolhendo conversar pouco, ele foi apelidado de "o camelo", pois como o animal ele não bebia nem falava.
Foi durante esse período de sua vida na Índia que começou a ler. Sua primeira escolha foram as biografias, especialmente de heróis britânicos, e ele manteve as longas horas que passava lendo discretamente, mas ao fazê-lo conseguiu fornecer a si mesmo uma educação onde os cursistas de serviço haviam falhado. No entanto, em termos militares, Trenchard estava insatisfeito. Ele não viu nenhuma ação durante sua estada na Índia, perdendo a vez de seu regimento na fronteira, pois foi enviado à Inglaterra em licença médica para uma operação de hérnia.
Com a eclosão da Segunda Guerra dos Bôeres, em outubro de 1899, Trenchard aplicou várias vezes para voltar ao seu antigo batalhão que tinha sido enviado para o Cabo, como parte do corpo expedicionário. Seus pedidos foram rejeitados por seu coronel, e quando o vice-rei Lorde Curzon, que estava preocupado com a fuga de líderes para a África do Sul, proibiu a expedição de quaisquer outros oficiais, as perspectivas de Trenchard para ver ação pareciam sombrias. No entanto, um ou dois anos antes, havia sido prometido a Trenchard a ajuda ou conselhos de Sir Edmond Elles, como um gesto de agradecimento depois de resgatar do desastre uma competição de tiro com rifle mal planejada. Em 1900, Elles foi Secretário Militar  de Lorde Curzon e Trenchard (recentemente promovido a capitão) enviou um sinal de prioridade ao Secretário Militar solicitando que lhe fosse permitido voltar a sua unidade no exterior. Esta medida ousada funcionou e ele recebeu ordens para a África do Sul várias semanas depois.

### África do Sul
Ao chegar à África do Sul, Trenchard voltou aos Reais Fuzileiros Escoceses e, em julho de 1900, recebeu ordem de formar e treinar uma companhia montada dentro do 2º Batalhão. Os Bôeres eram cavaleiros talentosos e as táticas da época colocavam uma grande pressão sobre a cavalaria britânica. Assim, os britânicos procuraram levantar as unidades de infantaria montadas e as experiências de Trenchard com o jogo de polo o levou a ser escolhido para criar uma unidade montada para o serviço a oeste de Joanesburgo. Parte da empresa recém-formada consistia em um grupo de cavaleiros australianos voluntários que, até então subempregados, eram notados por beberem excessivamente, jogar e fazer deboche.
A companhia de Trenchard ficou sob o comando da 6ª Brigada (Fuzileiros), que estava sediada em Krugersdorp. Durante setembro e início de outubro de 1900, seus pilotos estiveram envolvidos em várias conflitos na paisagem circundante. Em 5 de outubro a 6ª Brigada, incluindo Trenchard, partiu para Krugersdorp com a intenção de atrair os Bôeres para a batalha na planície onde eles pudessem ser derrotados. No entanto, antes que a brigada pudesse chegar à planície, teve que passar por um terreno ondulado que favoreceu as táticas guerrilha dos Bôeres.
A brigada viajou à noite e, na madrugada de 9 de outubro, o Ayrshire Yeomanry, que estava na vanguarda, perturbou um acampamento bôer. Eles fugiram a cavalo e a companhia de Trenchard os perseguiu por 16 quilômetros. Encontrando-se incapazes de se livrar da perseguição de Trenchard, eles os levaram a uma armadilha. Subiram uma ladeira íngreme e desapareceram além do vale. Quando Trenchard fez o cume viu a fazenda Dwarsvlei com fumaça saindo da chaminé. Pareceu-lhe que os bôeres pensaram que tinham fugido e estavam tomando café da manhã desprevenidos. Ele colocou suas tropas nas alturas ao redor da casa e depois de meia hora de observação conduziu uma patrulha de quatro homens em direção à fazenda. O restante da companhia deveria se aproximar ao seu sinal. No entanto, quando Trenchard e sua patrulha alcançaram o fundo do vale e saíram da cobertura, os bôeres abriram fogo de cerca de uma dúzia de pontos e as balas passaram zunindo por eles. Ele avançou alcançando o muro de proteção da casa da fazenda. Enquanto se dirigia para a porta, Trenchard foi atingido por uma bala no peito. Os australianos, vendo a queda de seu capitão, desceram das alturas e contra-atacaram os inimigos de perto e em torno da fazenda. Muitos dos bôeres foram mortos ou feridos, alguns fugiram e vários foram feitos prisioneiros. Gravemente ferido, o capitão foi evacuado por motivos médicos para Krugersdorp.

## Tratamento médico e convalescença
Após Trenchard ser levado ao hospital em Krugersdorp, ele escapou da semi-consciência para a inconsciência. Os cirurgiões acreditavam que ele iria morrer quando a bala havia perfurado seu pulmão esquerdo e eles tinham removido seis litros e meio de sangue de sua cavidade pleural através de um tubo. No terceiro dia, ele recuperou a consciência, mas passou a maior parte do dia dormindo. Após três semanas, Trenchard tinha mostrado alguma melhora e foi transferido para Joanesburgo, onde fez mais progressos. No entanto, quando ele tentou levantar-se da cama, descobriu que ele era incapaz de colocar o peso em seus pés, o levando a suspeitar que ele estava parcialmente paralisado. Ele estava próximo de se mover para Maraisburg para convalescença e lá confirmou que ele estava sofrendo de uma paralisia parcial abaixo da cintura. Os médicos supuseram que depois de passar por seu pulmão, a bala tinha danificado sua coluna vertebral.
Em dezembro de 1900, Trenchard voltou para a Inglaterra, chegando de navio-hospital em Southampton. Ele mancou com a ajuda de varas para baixo da prancha onde seus pais estavam preocupados em reconhece-lo. Como soldado com deficiência sem meios financeiros independentes, estava agora em seu ponto mais baixo. Ele passou a próxima quinzena numa casa de repouso para oficiais com deficiência em Mayfair, que foi criado pela Cruz Vermelha. Seu caso chamou a atenção de Lady Dudley, por cujos esforços filantrópicos a casa de repouso operava. Através de sua generosidade, ela lhe arranjou uma consulta com um especialista que disse que ele precisava passar vários meses na Suíça, onde era provável que o ar fosse benéfico ao seu pulmão. Ele e sua família não poderiam arcar com a despesa e Trenchard tinha vergonha de explicar sua situação. No entanto, sem fazer nenhuma pergunta, Lady Dudley lhe apresentou a um cheque para cobrir os custos.
No domingo, 30 de dezembro, ele chegou em São Moritz para começar a sua convalescença. O tédio o fez andar de bobsleigh uma vez que não exigia muito uso das pernas. Inicialmente ele tinha tendência a abandonar a corrida e acabar na neve, mas depois de alguns dias de treino normalmente conseguiu se manter na pista. Foi durante uma forte queda da Cresta Run que sua espinha estava de alguma forma reajustada, permitindo-lhe caminhar livremente imediatamente após recobrar a consciência. Cerca de uma semana depois, Trenchard ganhou o St. Moritz Tobogganing Club's Freshman e a Novices' Cups de 1901, um triunfo notável para um homem que era incapaz de andar sem ajuda apenas alguns dias antes.
Ao voltar à Inglaterra, Trenchard visitou Lady Dudley para agradecê-la e, em seguida, começou a planejar seu retorno à África do Sul. Seu pulmão não estava totalmente curado, causando-lhe dor e deixando-lhe sem fôlego. Além disso, o Departamento de Guerra estava cético sobre sua reivindicação em estar totalmente em forma e não estavam dispostos a permitir que ele abrisse mão de seus restantes nove meses de licença médica. Trenchard, em seguida, levou vários meses de treinamento de tênis, a fim de fortalecer o pulmão remanescente. No início do verão de 1901, ele entrou em duas competições de tênis, atingindo as meias-finais em ambas as vezes e ganhando cobertura favorável da imprensa. Ele, então, enviou os recortes de jornais para os médicos do Departamento de Guerra, argumentando que essa habilidade no esporte provavam que estava apto ao serviço ativo. Sem esperar por uma resposta, embarcou em um navio de tropas em maio 1901, se passando por voluntário a um segundo turno de serviço.

## Retorno à África

### De volta à África do Sul
Em seu retorno à África do Sul, fez uma viagem para Pretória, chegando lá no final de julho de 1901. Foi designado para uma companhia da 12ª Infantaria Montada onde seus deveres eram o patrulhamento necessário onde passava longos dias na sela. Sua ferida ainda causava-lhe dor considerável e as cicatrizes de entrada e saída sangravam com frequência.
No final do ano, Trenchard foi convocado para ver Herbert Kitchener, que era até então o Comandante-em-Chefe. Foi encarregado de reorganizar a desmoralizada montada da companhia de infantaria, o que foi concluído em menos de um mês. Kitchener, em seguida, lhe enviou para De Aar, na Colônia do Cabo, para acelerar a formação de um novo corpo da infantaria montada. O Comandante-em-Chefe o convocou pela terceira vez em outubro de 1901, desta vez enviando-o em uma missão para capturar o governo Boer, que estava escondido. Kitchener tinha recebido a informações sobre sua localização e esperava prejudicar o moral dos comandos bôeres em geral, enviando um pequeno grupo de homens para capturar sua liderança política. Trenchard estava acompanhado por uma coluna dos chamados bôeres leais, cujos motivos ele desconfiava. Junto com ele havia vários sargentos britânicos e nove guias mestiços. Depois de cavalgar durante a noite, o grupo de Trenchard foi emboscado na manhã seguinte. Ele e seus homens se protegeram e lutaram. Depois que a coluna de Trenchard sofreu baixas, o grupo de emboscada retirou-se. Embora esta última missão falhou, ele foi elogiado por seus esforços com uma Menção nos Despachos.
Trenchard passou o resto de 1901 sobre os deveres patrulhando, e no início de 1902, foi nomeado comandante no exercício da 23º Regimento de Infantaria Montada. Durante os últimos meses da guerra, apenas uma vez conseguiu levar seu regimento em ação. Em resposta ao roubo de gado Bôer, invasores zulus cruzaram a fronteira para o Transvaal e o 23º Regimento de Infantaria Montada entrou em ação. Após termos de paz serem estabelecida em maio de 1902, estava envolvido na supervisão do desarmamento dos bôeres e depois se retirou. Em julho, a 23º Infantaria Montada foi chamada a Middleburg, 643 quilômetros ao sul e após a caminhada Trenchard ocupou-se com pólo e reuniões de turfe. Trenchard foi promovido a patente de major em agosto de 1902.

### Nigéria
Após o fim da Guerra dos Bôeres, Trenchard decidiu solicitar serviço na Força da Fronteira Oeste Africana e foi-lhe concedido o cargo de Vice-Comandante do Regimento Sul da Nigéria, com a promessa de que ele teria o direito de conduzir todas as expedições regimentais. Ao chegar à Nigéria em dezembro de 1903, ele inicialmente teve alguma dificuldade em conseguir que seu comandante lhe permitisse liderar a próxima expedição, e apenas substituiu seu superior passando por cima de sua liderança.
Uma vez estabelecido, passou os seis anos seguintes em várias expedições ao interior patrulhando, pesquisando e mapeando uma área de 10 mil milhas quadradas, que mais tarde veio a ser conhecida como Biafra. Nos confrontos ocasionais com membros dos ibos, ganhou vitórias decisivas. As muitas tribos que se renderam tiveram trabalhos como construtores de estradas e, assim, começaram a desenvolver o país como parte do Império Britânico. Do verão de 1904 ao final do verão de 1905, Trenchard agia como Comandante do Regimento Sul da Nigéria. Ele foi nomeado à Ordem de Serviços Distintos em 1906 e foi o comandante, com a patente de tenente-coronel temporário a partir de 1908 em diante.

## Inglaterra e Irlanda
No início de 1910, Trenchard ficou seriamente doente e depois de vários meses, voltou para casa, mais uma vez, desta vez com um abscesso hepático. De volta à Inglaterra, ele não se recuperou rapidamente e provavelmente prolongou sua convalescença por esforço excessivo. No entanto, até o final do verão ele estava bem o suficiente para levar seus pais em férias para a região Ocidental da Inglaterra.
Em outubro de 1910, ele foi enviado para Londonderry onde o Segundo Batalhão dos Fuzileiros Reais Escoceses estava estacionado. Trenchard foi reduzido de tenente-coronel temporário para major e se tornou comandante de companhia. Como antes, o major ocupou-se com o jogo de polo e começou a caçar. Achando a vida regimental em tempos de paz enfadonha, procurou expandir sua área de responsabilidade tentando reorganizar os procedimentos administrativos de seus colegas oficiais, dos quais eles se ressentiam. Ele também entrou em confronto com o coronel Stuart, seu comandante, que lhe disse que a cidade era pequena demais para os dois, e em fevereiro de 1912 recorreu a um pedido de emprego em várias forças de defesa coloniais, sem sucesso.

## Escola de voo

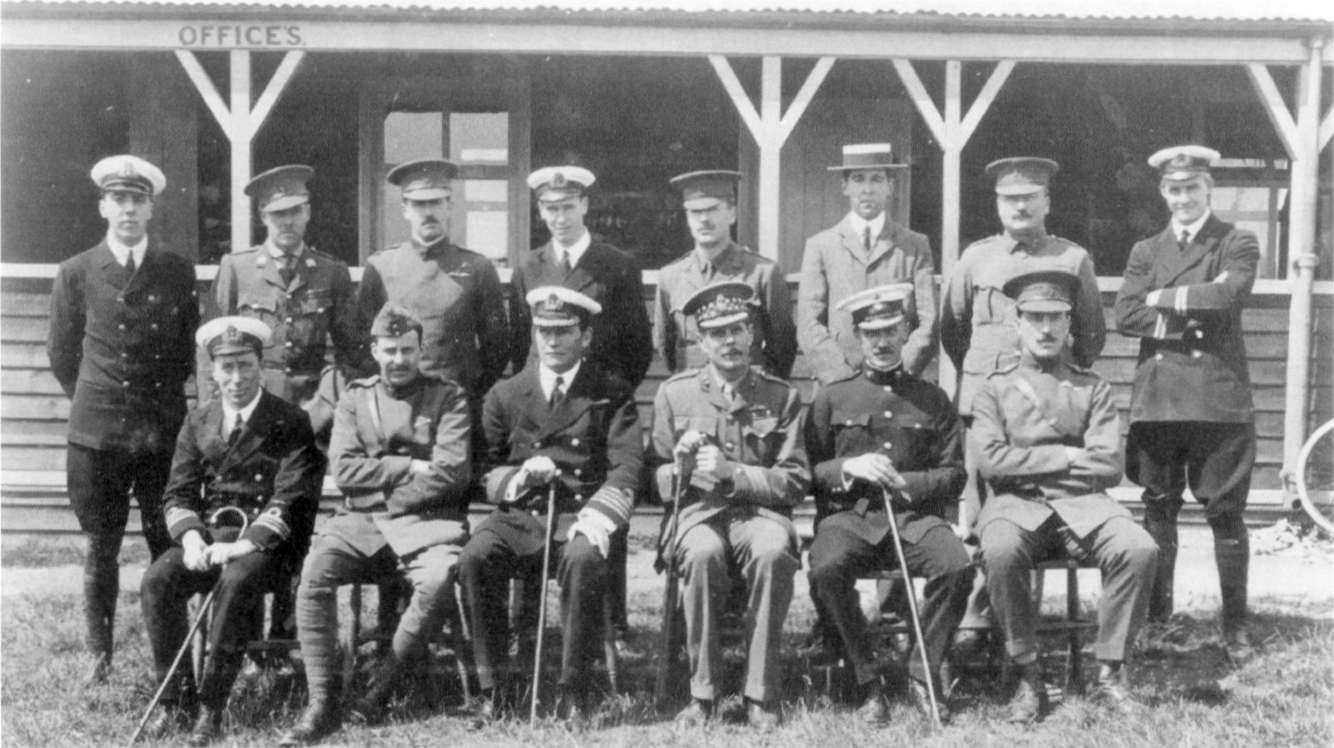
O pessoal da Central Flying School em Upavon em janeiro de 1913. Trenchard está na linha da frente, mostrado o terceiro à direita.

Durante seu tempo na Irlanda, Trenchard recebeu uma carta do Capitão Eustace Loraine, instando-o a aprender aviação. Trenchard e Loraine tinham sido amigos na Nigéria, e em seu retorno à Inglaterra, Loraine tinha aprendido a voar. Depois de algum esforço, ele convenceu seu comandante a conceder-lhe três meses de licença remunerada para que pudesse treinar como piloto. Chegou a Londres em 6 de julho de 1912, apenas descobrindo que o Capitão Loraine tinha sido morto em um acidente de voo no dia anterior. Aos 39 anos, Trenchard tinha apenas 40 anos de idade para estudantes pilotos militares da Central Flying School e, portanto, não adiou seu plano de se tornar um aviador.
Quando chegou à escola de voo de Thomas Sopwith em Brooklands, disse a ele que só tinha 10 dias para obter o seu certificado de aviador. Ele conseguiu seguir sozinho em 31 de julho, ganhando o seu certificado de aviador (nº 270) pela Royal Aero Club em um biplano Henry Farman. O curso tinha custado 75 libras, envolveu duas magras semanas e meia de matrícula e um total de 64 minutos no ar. Embora Copland Perry, seu instrutor, observou que ensiná-lo a voar "não foi uma coisa fácil", o próprio Trenchard tinha sido "um modelo de aluno." Suas dificuldades foram, em alguma medida, devido à sua cegueira parcial em um olho, um fato que ele manteve em segredo.
Em setembro de 1912, Trenchard atuou como observador aéreo durante as Manobras do Exército. Suas experiências e ações desenvolveram a compreensão da utilidade militar do voo. Ainda no mês de setembro, foi nomeado Assistente Comandante e promovido a tenente-coronel temporário. Seu caminho cruzou mais uma vez com Winston Churchill, que até então era o Primeiro Lorde do Almirantado, e aprendeu a voar em Eastchurch e Upavon. Trenchard criou uma opinião claramente desfavorável a respeito da habilidade de Churchill como piloto.

## Primeira Guerra Mundial

### Oficial Comandante da Asa Militar
Com a eclosão da Primeira Guerra Mundial, Trenchard foi nomeado comandante da ala militar do Real Corpo Aéreo (RCA), substituindo o tenente-coronel Sykes. Esta nomeação o colocou a cargo da instituição na Grã-Bretanha, que mantinha um terço da força total da Corps. Sua sede ficava em Farnborough e, desapontado com os remanescentes na Inglaterra, solicitou o retorno ao seu antigo regimento na França. No entanto, o chefe do RCA, o General Sir David Henderson, recusou-se a liberá-lo. Suas novas funções incluíam fornecer substitutos e formar novos esquadrões para servir no continente. Trenchard inicialmente pôs-se a meta de 12 esquadrões. No entanto, Sefton Brancker, Diretor Assistente de Aeronáutica Militar, sugeriu que este deveria ser aumentado para 30 e Lorde Kitchener depois definiu a meta para 60. Para iniciar a tarefa de criar estes esquadrões, Trenchard comandou sua velha escola de formação civil em Brooklands e depois usou suas aeronaves e equipamentos como um ponto de partida para a criação de novas escolas de formação em outros lugares.
No início de outubro de 1914, Kitchener o encarregou de fornecer imediatamente um esquadrão de batalha digno. O esquadrão seria usado para apoiar as forças terrestres e navais que buscavam impedir as manobras de flanco alemãs durante a "corrida para o mar". Em 7 de outubro, apenas 36 horas depois, o esquadrão Nº 6 voou para a Bélgica, o primeiro de muitos esquadrões adicionais a serem prestados.
Mais tarde, ainda em outubro, ocorreu um planejamento detalhado para uma grande reorganização da estrutura de comando da Flying Corps. Henderson ofereceu o comando a Trenchard da futura Primeira Asa. Ele aceitou a oferta alegando que não seria subordinado a Sykes, de quem desconfiava. No mês seguinte, o braço militar foi abolido e suas unidades com base na Grã-Bretanha foram reagrupadas como a Asa Administrativa. O comando da Ala Administrativa foi dada ao tenente-coronel Edward Ashmore.

### Comandante da Primeira Asa
Trenchard assumiu o comando da Primeira Asa em novembro de 1914, estabelendo sua sede em Merville. Em sua chegada, descobriu que Sykes deveria substituir Henderson como Comandante do Real Corpo Aéreo no campo, fazendo com que ele fosse seu superior imediato. Trenchard gerou alguma animosidade em Sykes e sua relação de trabalho foi problemática. Ele apelou a Kitchener, até então Secretário de Estado para Guerra, ameaçando renunciar. Seu desconforto foi aliviado quando em dezembro de 1914 Kitchener ordenou que Henderson retomasse o comando do Real Corpo Aéreo, no campo. A Primeira Asa de Trenchard consistia nos Esquadrões Nº Dois e Três e voou em apoio ao IV Corpo e o Corpo Indiano. Depois que o Primeiro Exército sob o general Douglas Haig passou a existir em dezembro, a Primeira Asa deu apoio ao Primeiro Exército.
No início de janeiro de 1915, Haig convocou Trenchard para explicar o que poderia ser alcançado na guerra aérea. Durante a reunião, Haig lhe confidenciou os planos do Primeiro Exército para um ataque em março em Merville. / Neuve-Chapelle. Após reconhecimento fotográfico aéreo terem sido recolhidos, os planos aliados foram retrabalhados em fevereiro. Durante a Batalha de Neuve Chapelle em março, o RCA, e especialmente a Primeiro Asa, apoiou a ofensiva terrestre. Esta foi a primeira vez que os aviões foram usados como bombardeiros com explosivos amarrados em asas e fuselagem em vez de serem lançados com a mão como tinha acontecido no início da guerra. No entanto, o bombardeio do ar teve pouco efeito e a artilharia desconsiderou as informações fornecidas por pilotos do RCA. Antes das ofensivas de Haig em Ypres e Aubers em abril e maio, as equipes de voou de Trenchard fizeram missões de reconhecimento sobre as linhas alemãs. Apesar das informações detalhadas fornecidas e da melhoria da cooperação aprimorada entre ar-artilharia durante as batalhas, as ofensivas foram inconclusivas. No final deste envolvimento, Henderson ofereceu a Trenchard o cargo de seu chefe de gabinete. Ele recusou a oferta, citando a sua inadequação para o cargo, embora sua ambição ao comando possa ter sido o real motivo. Em todo caso, isso não impediu a sua promoção a coronel, em junho de 1915.

### Comandante do Real Corpo Aéreo

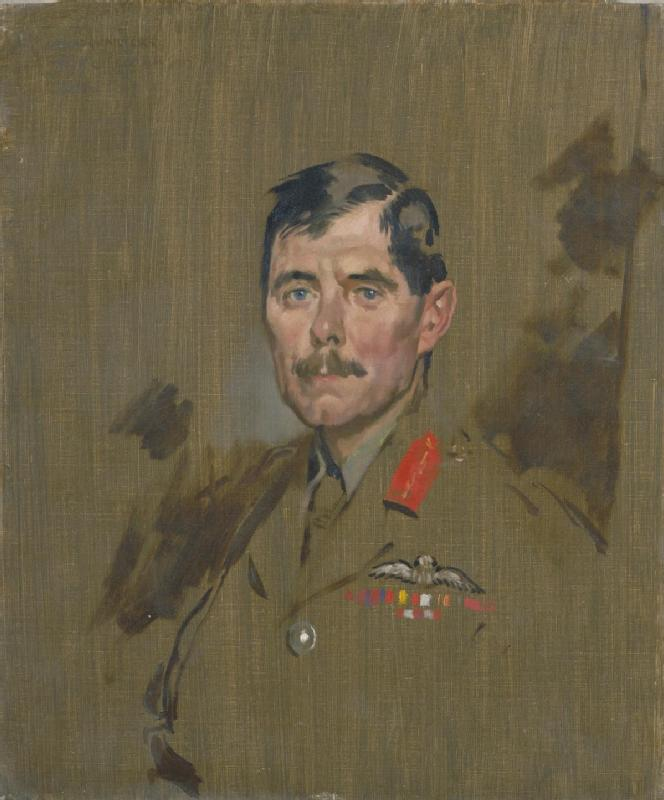
Trenchard na sede geral da Flying Corps em maio de 1917.

No retorno de Henderson ao Ministério da Guerra, no verão de 1915, Trenchard foi promovido a brigadeiro-general e nomeado Comandante do RCA na França. Trenchard deveria servir como chefe do RCA no campo até o início de 1918. No final de 1915, quando Haig foi nomeado comandante da Força Expedicionária Britânica, eles restabeleceram a parceria, desta vez a um nível superior. Em março do ano seguinte, com a expansão do RCA, Trenchard foi promovido a major-general.
Seu tempo no comando foi caracterizado por três prioridades. Primeiro foi sua ênfase no apoio e coordenação com as forças terrestres. Este apoio começou com reconhecimento e artilharia coordenada e posteriormente abrangeu bombardeio tático de baixo nível das forças terrestres inimigas. Enquanto Trenchard não se opunha ao bombardeio estratégico da Alemanha, em princípio, ele rejeitou movimentos para desviar suas forças para missões de bombardeio de longo alcance, já que acreditava que o papel estratégico era menos importante e seu recurso fosse muito limitado. Em segundo lugar, ele enfatizou a importância do moral, não apenas dos seus próprios aviadores, mas, de forma mais geral, do efeito prejudicial que a presença de uma aeronave tinha sobre o moral das tropas terrestres inimigas. Finalmente, Trenchard tinha uma crença inabalável na importância da ação ofensiva. Embora essa crença fosse fortemente sustentada por altos comandantes britânicos, a postura ofensiva do RCA resultou na perda de muitos homens e máquinas e alguns duvidaram de sua eficácia.
Após os ataques das aeronaves da Gotha em Londres no verão de 1917, o Governo considerou a criação de uma força aérea, mesclando o RCA e o Real Serviço Aeronaval. Trenchard se opôs a este movimento acreditando que iria diluir o apoio aéreo exigido pelas forças terrestres na França. Em outubro, percebeu que a criação de uma força aérea era inevitável e, vendo que era o candidato óbvio para se tornar o novo Chefe do Estado-Maior da Aeronáutica, tentou implementar um regime no qual iria manter o controle das unidades voadoras na Frente Ocidental. Neste ponto, ele não teve sucesso e foi sucedido na França pelo major-general John Salmond.

### Chefe do Estado-Maior da Aeronáutica (1ª nomeação)

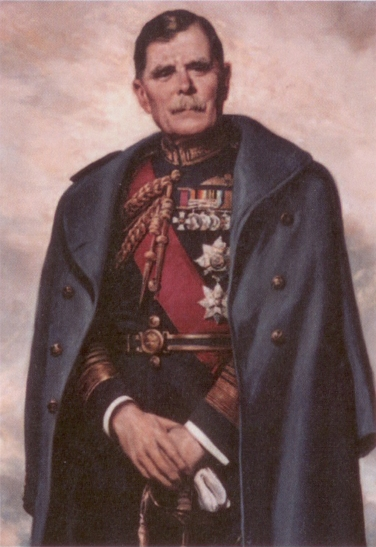
Trenchard na RAF vestindo seu traje

Depois que o projeto de lei da Força Aérea recebeu Consentimento Real em 29 de novembro de 1917, seguiu-se um período de manobras políticas e especulações sobre quem ocuparia os novos cargos de Ministro da Aeronáutica, Chefe da Aeronáutica e outros alto-cargos dentro do Ministério do Ar, que estava prestes a ser criado. Trenchard foi convocado de volta da França, atravessando o Canal da Mancha em um contratorpedeiro na manhã de 16 de dezembro. Por volta das 15hs, conheceu o magnata da mídia Lorde Rothermere, que havia sido recentemente nomeado Ministro do Ar por David Lloyd George. Rothermere lhe ofereceu o cargo de Chefe do Estado-Maior da Aeronáutica e antes que Trenchard pudesse responder, Rothermere explicou que o seu apoio seria útil a ele que estava prestes a lançar uma campanha na imprensa contra Sir Douglas Haig e Sir William Robertson, o Chefe General do Estado Imperial Maior. Trenchard recusou o trabalho, sendo pessoalmente leal a Haig e antipático à intriga política. Rothermere e seu irmão Lorde Northcliffe, que também estava presente, então, passou mais de 12 horas amargamente debatendo com ele. Os irmãos salientaram que, se ele se recusasse, usariam o fato para atacar Haig na falsa premissa de que ele havia se recusado a liberá-lo. Trenchard defendeu a política de ataques constantes de Haig à Frente Ocidental, argumentando que tinha sido preferível ficar na defensiva, e ele próprio também manteve uma postura ofensiva durante a guerra que, como a infantaria, resultou em severas baixas para a Flying Corps. No final, os irmãos lhe convenceram e ele aceitou o cargo com a condição de que poderia consultar Haig primeiro. Após o encontro com Haig, Trenchard escreveu a Rothermere, aceitando o cargo.
No Ano Novo, foi nomeado Cavaleiro Comandante da Ordem do Banho e Chefe do Estado-Maior da Aeronáutica sobre o recém-formado Conselho do Ar. Trenchard começou a trabalhar em 18 de janeiro. Durante seu primeiro mês no Ministério da Aeronáutica, entrou em confronto com Rothermere por vários assuntos. Primeiro, a tendência de Rothermere de desconsiderar seus conselheiros profissionais em favor de especialistas externos o irritou. Em segundo, insistiu que Trenchard reivindicasse o maior número possível de homens para a recém-formada Força Aérea Real (FAR), mesmo que pudessem ser melhor empregados em outras forças. Em terceiro, ambos discordaram sobre os nomeados para cargos superiores na FAR. Finalmente e mais importante, discordaram sobre o uso futuro adequado do poder aéreo, que Trenchard considerou vital para evitar uma repetição do impasse estratégico que ocorreu ao longo da Frente Ocidental. Também durante este período, resistiu à pressão de vários barões da imprensa para apoiar um "esquema de guerra aérea", que teria levado à retirada dos exércitos britânicos da França e a uma tentativa de derrotar a Alemanha confiada à FAR. Apesar dos argumentos e suas diferenças com Rothermere, Trenchard foi capaz de colocar em prática o planejamento para a fusão do Real Corpo Aéreo e do Real Serviço Aeronaval. No entanto, com o passar das semanas, eles se distanciaram cada vez mais pessoalmente, e um ponto baixo foi alcançado em meados de março, quando o Chefe do Estado-Maior da Aeronáutica descobriu que Rothermere havia prometido à Marinha 4 mil aeronaves para tarefas anti-submarinas. Trenchard concedeu a mais alta prioridade às operações aéreas na Frente Ocidental e havia menos de 400 aeronaves de reserva na Grã-Bretanha. Em 18 de março, ambos trocaram cartas, Trenchard expressando sua insatisfação e o magnata da mídia secamente respondendo. No dia seguinte, enviou a Rothermere uma carta de demissão e, apesar de Rothermere lhe pedir para que ficasse, Trenchard só concordou em adiar a data até depois de 1° de abril, quando a Força Aérea Real viria oficialmente a existir.
Depois que os alemães invadiram o Quinto Exército britânico, em 21 de março de 1918, ele ordenou que todas as reservas disponíveis de tripulação, motores e aeronaves fossem rapidamente transportados para a França. Relatórios chegaram a ele em 26 de março de que as concentrações de máquinas do Corpo Aéreo estavam parando o avanço dos alemães. Em 5 de abril, Trenchard viajou para a França, inspecionando esquadrões e atualizando seu conhecimento da aeronáutica. Em seu retorno, informou a Lloyd George e vários outros ministros sobre a atividade da aeronáutica e da situação geral.
Em 10 de abril, Rothermere o informou que o Gabinete de Guerra tinha aceito o seu pedido de demissão e fora-lhe oferecido seu antigo cargo na França. Ele recusou a oferta, dizendo que substituir Salmond no auge da batalha seria "condenável". Três dias depois, o major-general Frederick Sykes o substituiu como Chefe do Estado-Maior da Aeronáutica. Na segunda-feira seguinte, Trenchard foi convocado para o Palácio de Buckingham, onde o rei Jorge ouviu o relato dos acontecimentos que o levaram a renunciar. Trenchard, então, escreveu ao primeiro-ministro indicando os fatos de sua situação e apontar que, no decorrer do caso, Rothermere também havia declarado sua intenção de renunciar. A carta de Trenchard circulou entre o Gabinete, com uma resposta vingativa escrita por Rothermere. Ao mesmo tempo, a questão da competência geral de Rothermere como Ministro do Ar foi levado ao conhecimento de Lloyd George. Rothermere, percebendo a sua situação, apresentou a demissão, que foi tornada pública em 25 de abril de 1918.

### Deveres intermediários
Nas semanas que se seguiram a sua demissão, Trenchard estava sem ação e manteve um perfil discreto, evitando a imprensa e não fazendo comentários públicos. O novo Ministro do Ar, Sir William Weir, sob pressão para encontrar uma posição para ele, ofereceu o comando da Força Aérea Independente ainda a ser formada, que deveria conduzir operações de bombardeio de longo alcance contra a Alemanha. Em vez disso, buscando status igual ao de Sykes, defendeu uma reorganização da FAR, que teria visto a si mesmo nomeado comandante de operações de combate da organização enquanto Sykes teria sido deixado para tratar de assuntos administrativos. Weir não aceitou sua proposta e em vez lhe deu várias opções. Trenchard rejeitou a oferta de um novo posto proposto, o que significaria um comando com base em Londres das operações de bombardeio conduzidas a partir de Ochey, argumentando que a responsabilidade era de Newall, sob a direção de Salmond. Ele também recusou o cargo de Grande Coordenador da política aérea britânica e americana e de Inspetor Geral da FAR no exterior. Weir, então, ofereceu-lhe o comando de todas as unidades da força aérea no Oriente Médio ou o cargo de Inspetor-Geral da FAR em casa, mas o encorajou fortemente a assumir o comando das forças independentes de bombardeio de longo alcance na França.
Trenchard tinha muitas razões para não aceitar qualquer uma das mensagens que ele via como criadas artificialmente, de pouco valor ou falta de autoridade. Em 8 de maio, estava sentado em um banco no Green Park e ouviu um oficial naval que dizia a outro: "Não sei por que o governo deveria ceder a um homem que desistiu no auge de uma batalha; se eu fizesse o que queria com Trenchard, mandaria matá-lo." Depois disso, Trenchard voltou para casa e escreveu para Weir aceitando o comando da ainda não formada Força Independente.

### Comandante da Força Aérea Independente
Após um período do que foi oficialmente denominado "dever especial" na França, Trenchard foi nomeado Oficial General Comandante da Força Aérea Independente em 15 de junho de 1918, com quartel-general em Nancy, França. A Força Aérea Independente continuou a tarefa da VIII Brigada de onde foi formada, realizando bombardeios estratégicos intensivos sobre centros industriais, aeroportos e ferrovias alemãs. Inicialmente, o general francês Ferdinand Foch, como recém-nomeado Comandante Supremo Aliado, recusou-se a reconhecer a Força Aérea Independente, o que causou algumas dificuldades logísticas. Os problemas foram resolvidos depois de uma reunião entre Trenchard e o General de Castelnau, que desconsiderou as preocupações sobre o estado da Força Aérea Independente e não bloqueou os suprimentos tão necessários. Trenchard também melhorou os laços entre a FAR e o Serviço Aéreo do Exército dos Estados Unidos, oferecendo aulas em técnicas avançadas de bombardeio de aviadores americanos.
Em setembro de 1918, a Força de Trenchard indiretamente apoiou o Serviço Aéreo americano durante a Batalha de Saint-Mihiel, bombardeando aeródromos, depósitos de suprimentos e linhas ferroviárias alemãs. Sua estreita cooperação com os americanos e franceses foi formalizada quando seu comando foi redesignado como Força Aérea Independente Inter-Aliada no final de outubro de 1918 e colocado diretamente sob as ordens de Foch. Quando o armistício de novembro veio, Trenchard buscou e recebeu permissão de Foch para retornar seus esquadrões ao comando britânico. Ele foi sucedido como comandante da Força Aérea Independente por seu vice Brigadeiro-General Courtney. Partiu da França em meados de novembro de 1918 e retornou à Inglaterra para tirar férias.

## Entre as guerras
Depois de dois meses em lista inativa da FAR, Trenchard voltou aos deveres militares em meados de janeiro de 1919, quando Sir William Robertson, o Comandante-em-Chefe das Forças Internas, pediu-lhe para cuidar de cerca de 5 mil soldados em um motim no porto de Southampton. Vestindo seu uniforme de general do Exército, Trenchard chegou às docas com uma equipe de duas pessoas, seu escriturário e Maurice Baring, seu ajudante de campo. Inicialmente tentou falar com a multidão desordenada de soldados, mas foi questionado e empurrado no processo. Ele então convocou um destacamento de duzentos e cinquenta soldados confiáveis em ordem de combate para ser enviado a Southampton para enfrentar a situação. Ao chegarem, ele lhes deu munição extra para seus rifles e ordenou que consertassem baionetas e, conduzindo-os aos galpões do cais onde as tropas protestantes estavam reunidas, ameaçou sumariamente as tropas rebeldes com fogo aberto caso não conseguissem voltar imediatamente à ordem, ao que obedeceram.

### Chefe do Estado-Maior da Aeronáutica (2ª nomeação)

#### Renomeação e doença
No início de 1919, Churchill foi nomeado Secretário de Estado da Guerra e Secretário de Estado da Aeronáutica. Enquanto estava preocupado com a implementação dos cortes de defesa pós-guerra e da desmobilização do Exército, o Chefe do Estado-Maior da Aeronáutica, Major-General Frederick Sykes, apresentou um documento com o que eram na época propostas irrealistas para uma grande força aérea no futuro. Insatisfeito com Sykes, Churchill começou a considerar o restabelecimento de Trenchard, cujo recente desempenho em Southampton o trouxe mais uma vez nas boas graças de Churchill.
Durante a primeira semana de fevereiro, Trenchard foi convocado para Londres por telegrama oficial. No Ministério da Guerra, encontrou-se com Churchill, que lhe pediu para voltar como Chefe da Aeronáutica. Trenchard respondeu que não poderia assumir o cargo pois Sykes estava atualmente no posto. Depois de Churchill indicar que ele seria nomeado Controlador de Aviação Civil e lhe fazer Cavaleiro da Grande Cruz da Ordem do Império Britânico, Trenchard concordou em considerar a oferta. Churchill, não querendo deixar o assunto em suspenso, pediu a Trenchard que lhe fornecesse um documento descrevendo suas idéias sobre a reorganização do Ministério da Aeronáutica. Sua breve declaração por escrito dos fundamentos necessários reuniu-se com a aprovação do Secretário de Estado da Guerra e da Aeronáutica e ele insistiu que Trenchard assumisse o compromisso. Ele voltou para o Ministério da Aeronáutica em meados de fevereiro e formalmente assumiu cargo de Chefe do Estado-Maior da Aeronáutica em 31 de março de 1919.
Durante a maior parte de março, Trenchard não conseguiu trabalhar muito porque havia contraído gripe espanhola. Durante este período, escreveu a Katherine Boyle (nascida Salvin), a viúva de seu amigo e colega oficial James Boyle, que ele conhecia de seu tempo na Irlanda. A pedido de Trenchard, a Sra. Boyle assumiu a tarefa de cuidar da sua saúde. Uma vez que havia se recuperado, ele propôs casamento a Katherine Boyle, que recusou a oferta. Ele permaneceu em contato com ela e, quando novamente propôs casamento, ela aceitou. Em 17 de julho de 1920, eles se casaram na Igreja de Santa Margarida, em Westminster.

#### Estabelecendo a FAR e a luta pela sobrevivência

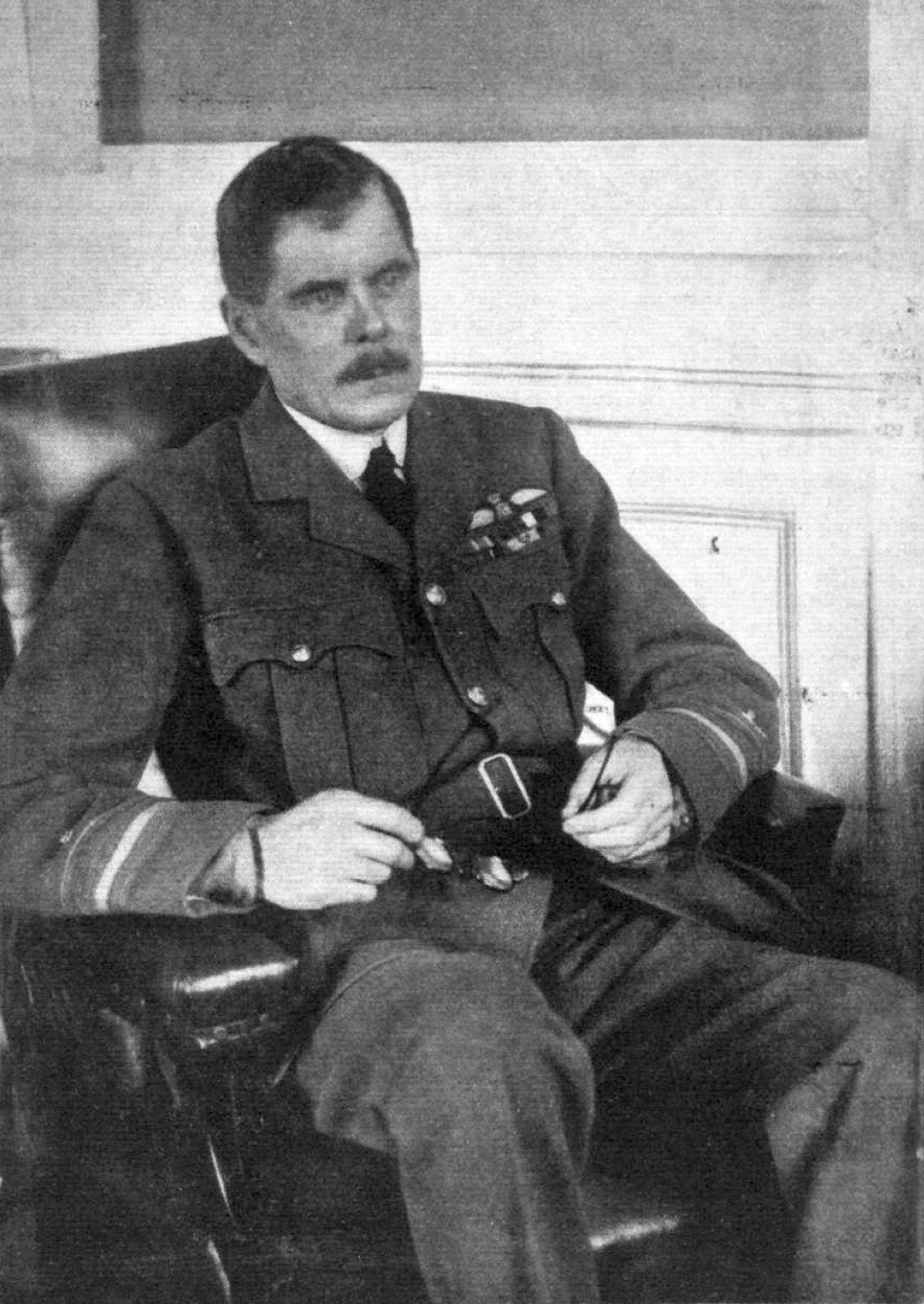
Trenchard como Chefe da Aeronáutica em junho de 1919

Durante o verão de 1919, Trenchard trabalhou em completar a desmobilização da FAR e estabelecê-la em uma base em tempos de paz. Esta era uma tarefa considerável como a organização foi orçado para encolher a partir de 280 esquadrões para cerca de 28. Foi também nessa época que os novos postos de oficiais da FAR foram decididos, apesar de algumas oposições de membros do Conselho do Exército. O próprio foi reclassificado de major-general para vice-marechal do ar e, em seguida, promovido a marechal do ar, alguns dias depois.
No outono de 1919, os efeitos orçamentais da Regra Decenal de Lloyd George estavam causando algumas dificuldades a Trenchard enquanto procurava desenvolver as instituições da FAR. Ele teve que argumentar contra a visão de que o Exército e a Marinha deveriam fornecer todos os serviços de apoio e educação, deixando que a FAR fornecesse apenas treinamento de voo. Ele via essa ideia como um precedente para o desmembramento da FAR e, apesar dos custos, queria instituições próprias que desenvolvessem a habilidade aeronáutica e gerassem o "espírito aéreo". Ao convencer Churchill de seu caso, supervisionou a fundação da Royal Air Force College de cadetes, em Cranwell, como a primeira academia aérea militar do mundo. Em 1920 inaugurou o sistema Aircraft Apprentice, que proporcionou à FAR equipes terrestres tecnicamente especializadas e altamente treinadas pelos próximos 70 anos. Em 1922, o Colégio de Estado-Maior da RAF, em Andover, foi criado para fornecer treinamento específico de força aérea para oficiais de médio escalão da organização militar.
No final de 1919, Trenchard foi investido como baronete e recebeu £10 mil por seus serviços de guerra. Embora tivesse alcançado certa segurança financeira, o futuro da FAR estava longe de estar garantido. Ele julgou que a principal ameaça ao novo serviço vinha do novo Primeiro Lorde do Mar, Almirante David Beatty. Procurando tomar a iniciativa, Trenchard combinou de ver Beatty, encontrando-se com ele no início de dezembro; argumentando que "o ar é um e indivisível", defendeu uma força aérea com papel estratégico próprio que também controlasse os esquadrões de cooperação do exército e da marinha. Beatty não aceitou o argumento de Trenchard e este recorreu a pedir uma anistia de 12 meses para colocar seus planos em ação. O pedido apelou ao senso de justiça do almirante, e ele concordou em deixar Trenchard em paz até o final de 1920. Nessa época, Trenchard indicou a Beatty que o controle sobre alguns elementos de apoio da aviação naval (mas não a tripulação ou aeronaves) poderia ser devolvido ao Almirantado. Também ofereceu a Beatty a opção de localizar o pessoal do Ministério da Aeronáutica que trabalhava em conexão com a aviação naval no Almirantado. Beatty recusou a oferta e mais tarde, quando não ocorreu nenhuma transferência de quaisquer ativos da aviação naval, chegou à conclusão de que Trenchard havia agido de má fé.
Durante o início da década de 1920, a existência independente contínua da FAR e seu controle da aviação naval foram sujeitos a uma série de revisões do governo. O Relatório Balfour de 1921, o Machado Geddes de 1922 e o Comitê Salisbury de 1923 decidiram a favor da existência contínua da FAR, apesar do lobby do Almirantado e da oposição no Parlamento. Em cada ocasião, Trenchard e seus oficiais de estado-maior, apoiados por Christopher Bullock, trabalharam para mostrar que a RAF oferecia uma boa relação custo-benefício e era necessária para a segurança estratégica de longo prazo do Reino Unido.
Trenchard também procurou garantir o futuro da FAR encontrando um papel de combate para o novo Serviço. Em 1920, argumentou com sucesso que deveria assumir a liderança durante o conflito de 1920 entre as forças britânicas e os dervixes da Somalilândia. O sucesso dessa pequena ação aérea permitiu que ele defendesse o policiamento aéreo da FAR nas vastas distâncias do Império Britânico. Trenchard defendeu particularmente que assumisse a liderança no Iraque na Conferência do Cairo de 1921 e, em 1922, a FAR recebeu o controle de todas as forças britânicas no país. A Força Aérea também realizou policiamento aéreo imperial sobre a Província da Fronteira Noroeste da Índia. No início de 1920, sugeriu que poderia até ser usado para suprimir violentamente, se necessário, "distúrbios industriais ou levantes" no próprio Reino Unido, seguindo sua experiência em tais assuntos em reprimir com sucesso o motim de tropas nas docas de Southampton no ano anterior. Churchill ficou perturbado com a aparente disposição de Trenchard de usar força militar letal internamente contra súditos britânicos e disse-lhe em resposta para não se referir a essa proposta novamente.